# Quattro rose rosse
Quattro rose rosse («Cuatro rosas rojas» en italiano) es una película de melodrama histórico italiano de 1952 dirigida por Nunzio Malasomma y protagonizada por Olga Villi, Jean-Claude Pascal y Fosco Giachetti. Un melodrama, está ambientada durante los primeros años del siglo XX.
Los decorados de la película fueron diseñados por los directores de arte Piero Filippone y Mario Rappini. Ganó alrededor de 136 millones de liras en taquilla.

## Argumento
En los primeros años del Novecento italiano, durante una carrera de caballos, un banquero no logra conquistar a una modelo ya comprometida con otro chico y, en venganza, le hace creer que la ha conquistado y advierte a su novia de su «traición». El joven es desafiado a duelo por el hermano de la mujer, pero antes de la pelea logra obtener pruebas (que luego resultarán falsas) de la traición de la mujer. Varios años después, los protagonistas se reencontrarán; cuando todo parece arreglarse, los repentinos celos del banquero desencadenan la tragedia.

## Reparto
- Olga Villi como Luisa.
- Jean-Claude Pascal como Pietro Leandri.
- Fosco Giachetti como Antonio Berti.
- Valerie Darc como Colette.
- Aldo Nicodemi como Massimo, hermano de Luisa.
- Bianca Maria Fusari como Carla.
- Carlo Ninchi como Gustavo Leandri.
- Margherita Bagni como Signora Tonelli.